# Ralf Lusiardi
Ralf Lusiardi (* 27. März 1964 in Wertheim) ist ein deutscher Archivar und Historiker.

## Leben und Wirken
Ralf Lusiardi studierte an den Universitäten Erlangen, Aix-en-Provence und Freiburg. An letzterer Universität erwarb er den Abschluss als Magister Artium. Von 1992 bis 1996 absolvierte er ein Promotionsstudium an der Humboldt-Universität zu Berlin. Als Archivreferendar des Generallandesarchivs Karlsruhe besuchte er von 1996 bis 1998 die Archivschule Marburg. 1998 wurde Ralf Lusiardi in mittelalterlicher Geschichte mit einer Dissertation über Stiftung und städtische Gesellschaft. Religiöse und soziale Aspekte des Stiftungsverhaltens im spätmittelalterlichen Stralsund zum Dr. phil. promoviert. Danach war er bis 2001 als wissenschaftlicher Assistent bei Michael Borgolte am Lehrstuhl für Mittelalterliche Geschichte I an der Humboldt-Universität zu Berlin tätig.
2001 wurde er wissenschaftlicher Archivar in der Abteilung Magdeburg des Landeshauptarchiv Sachsen-Anhalt und hatte dort seit Juli 2002 die Leitung des Dezernats 1 (Historische Territorien) inne, dem auch direkt der Standort Wernigerode unterstellt ist. In dieser Funktion war er als Archivoberrat für rund 15 Kilometer schriftlicher Überlieferung Mittel- und Norddeutschlands aus dem 9. bis 20. Jahrhundert zuständig. Ab 2007 war er für Überlieferungsbildung und Bestände ab 1990 zuständig. 2016 wurde er Direktor der Zweigstelle Merseburg des Landesarchivs, zum 1. Juli 2018 Leiter der Abteilung 2 (Magdeburg).
Ralf Lusiardi war außerdem Schriftführer des Geschichtsvereins für Magdeburg und Umland e.V. und hatte 2005 eine monatliche Reihe Archivale des Monats in der Volksstimme in Magdeburg.
Ursprünglich befasste er sich mit Mittelaltergeschichte und frühneuzeitlicher Geschichte (speziell Stiftungswesen und Regionalgeschichte Sachsen-Anhalts), später aber auch mit Neuerer und Neuester Geschichte.
Er ist Mitglied der Historischen Kommission für Sachsen-Anhalt. Für diese setzte er mit Andreas Ranft die Herausgabe der Urkundenbücher des Hochstifts Halberstadt fort und war von 2009 bis 2023 deren Schriftführer.

## Schriften
- Ackerbürgerstadt und Evangelium. Die evangelische Bewegung in der vorderösterreichischen Landstadt Kenzingen, in: Zeitschrift für die Geschichte des Oberrheins, Bd. 141, 1993, S. 185–211.
- Fegefeuer und Weltengericht. Stiftungsverhalten und Jenseitsvorstellungen im spätmittelalterlichen Stralsund, in: Michael Borgolte (Hrsg.): Stiftungen und Stiftungswirklichkeiten. Vom Mittelalter bis zur Gegenwart (= Stiftungsgeschichten, Bd. 1), Berlin 2000, S. 98–109.
- Stiftung und städtische Gesellschaft. Religiöse und soziale Aspekte des Stiftungsverhaltens im spätmittelalterlichen Stralsund (= Stiftungsgeschichten, Bd. 2), Berlin 2000, ISBN 3-05-003427-0 (kurze Auszüge).
- mit Michael Borgolte (Hrsg.): Das europäische Mittelalter im Spannungsbogen des Vergleichs. Zwanzig internationale Beiträge zu Praxis, Problemen und Perspektiven der historischen Komparatistik (= Europa im Mittelalter, Bd. 1), Akademie Verlag, Berlin 2001.
- Die Lebenden und die Toten. Spätmittelalterliche Memoria zwischen Vergegenwärtigung und Vergessen, in: Annali dell’Istituto storico italo-germanico in Trento, Bd. 27, 2001, S. 671–690.
- Caritas – Fraternitas – Solidarität. Überlegungen zur kollektiven Daseinsvorsorge in spätmittelalterlichen Zünften und Gesellenvereinigungen, in: Hans-Jörg Gilomen, Sébastien Guex, Brigitte Studer (Hrsg.): Von der Barmherzigkeit zur Sozialversicherung. Umbrüche und Kontinuitäten vom Spätmittelalter bis zum 20. Jahrhundert (= Schweizerische Gesellschaft für Wirtschafts- und Sozialgeschichte, Bd. 18), Zürich 2002, S. 139–151.
- Stiftung und Seelenheil in den monotheistischen Religionen des mittelalterlichen Europa. Eine komparative Problemskizze, in: Michael Borgolte (Hrsg.): Stiftungen in Christentum, Judentum und Islam vor der Moderne. Auf der Suche nach ihren Gemeinsamkeiten und Unterschieden in religiösen Grundlagen, praktischen Zwecken und historischen Transformationen (= Stiftungsgeschichten, Bd. 4), Berlin 2005, S. 47–69.
- Kirche, Stadt und Religion im mittelalterlichen Magdeburg, in: Matthias Puhle, Peter Petsch (Hrsg.): Magdeburg. Die Geschichte der Stadt 805–2005, Dössel 2005, S. 201–218.
- Familie und Stiftung im Mittelalter. Einige komparative Bemerkungen zum christlich-abendländischen Kulturkreis, in: Wolfgang Huschner, Frank Rexroth (Hrsg.): Gestiftete Zukunft im mittelalterlichen Europa. Festschrift für Michael Borgolte zum 60. Geburtstag, Berlin 2008, S. 353–373.
- mit Andreas Ranft (Hrsg.): Urkundenbuch des Hochstifts Halberstadt und seiner Bischöfe. Teil 5: (1426–1513), bearb. v. Gerrit Deutschländer (= Quellen und Forschungen zur Geschichte Sachsen-Anhalts, Bd. 7), Böhlau, Köln/Weimar/Wien 2015.